# Левензон, Борис Львович
Борис Львович Левензон (англ. Boris Levenson; 10 марта 1884, Аккерман, Бессарабская губерния — 11 марта 1947, Нью-Йорк) — российско-американский композитор, фольклорист.

## Биография
Родители — Лев Левензон и Хана Рива Рейдель. В 1907 году окончил Петербургскую консерваторию, где обучался композиции у Н. А. Римского-Корсакова.
С 1920 года — в США, жил в Нью-Йорке. В 1930-е годы как аккомпаниатор на фортепиано выступал в рециталах с американской виолончелисткой российского происхождения Милой Веллерсон, для которой написал ряд произведений (Four lyric pieces for violoncello, op. 45, complete with pianoforte accompaniment, 1920; Nocturne in D for violin or violoncello with piano accompaniment, 1920; Three pieces, cello & piano, 1921). Среди учеников Бориса Левензона — американский композитор Альфонсо Д'Артега.
Писал симфоническую, камерную, литургическую и вокальную музыку, с частым обращением к еврейскому фольклору: «Еврейские картинки» — Hebraic Pictures для кларнета в сопровождении фортепиано, «Еврейский танец» — Hebrew Dance для саксофона в сопровождении фортепиано, цикл «Еврейские народные песни» — Jewish Folk Songs для кларнетного квинтета (1925). Широко использовал в своих сочинениях русские народные песни, а также мелодии народов Востока и Крыма. Автор оркестровой сюиты «Палестина» (1927), восточной симфонической поэмы «Ночь в Багдаде», симфонической поэмы «Волга» на мотивы бурлацких песен, «Еврейской сюиты», многочисленных обработок русских народных мелодий.
Написал несколько песен на слова Шелли в переводах Константина Бальмонта («Луна», «Тоскует птичка», «Пусть отзвучит» и «Странники мира»), «Умом Россию не понять...» на слова Ф. И. Тютчева (1915), романсы «Твоя слеза» на слова А. Апухтина, «Я заглушил мои мученья», «Тихая ночь» и несколько других на слова С. Надсона (1906), «Любовь» на слова А. Фета, «Сумрак нежный» на слова С. Маковского и других поэтов (Александра Грешнера, И. Файга, Л. Василевского). Нотные издания Б. Л. Левензона выходили в СССР до 1929 года.

## Нотные издания
- Я заглушил мученья: романс для высокого голоса с сопровождением фортепиано. es. 1—as. 2: Op. 1. СПб: Бессель и К°, 1906.
- Серенада: Для голоса и фортепиано. f. 1—g. 2: Op. 10, № 3. Слова А. Апухтина. СПб: Циммерман.
- «Луна», «Тоскует птичка», «Пусть отзвучит» и «Странники мира» (для высокого голоса — тенора или сопрано). Слова Шелли в переводах К. Д. Бальмонта. М.: типография П. И. Юргенсона.
- Твоя слеза: Романс для голоса с сопровождением фортепиано. c. 1—ges. 2: Op. 19, № 4. Слова А. Апухтина. М.: издание П. И. Юргенсона.
- Две песни для смешанного хора с сопровождением фортепиано. М.: Нива, 1910.
- Страшное пробуждение: для фортепиано. Ор. 32 № 5 М.: издание П. И. Юргенсона, 1911.
- Сумрак нежный: Романс для голоса с сопровождением фортепиано. his—cis. 2: Op. 19, № 1. Слова С. Маковского. М.: Издательство П. Юргенсона.
- Предисловие: Романс для голоса с сопровождением фортепиано. es. 1—f. 2: Op. 19, № 2. Слова А. Грешнера. М.: издательство П. И. Юргенсона.
- Звезды кротким светом озаряют мир: Дуэт для сопрано и меццо-сопрано или тенора и баритона и фортепиано. Op. 10, № 4. Слова А. Грешнера. СПб: Циммерман.
- Четыре романса на слова Надсона: Для одного голоса с сопровождением фортепиано. Соч. 1: Для высокого голоса. СПб: Музыкальная Нива.
- Колыбельная песня: Для скрипки с сопровождением фортепиано. Op. 18, № 2. Ростов: L. Adler, 1911.
- Канцонетта: Для скрипки с сопровождением фортепиано. Op. 18, № 1. Ростов: L. Adler.
- Левензон Б. Ор. 38, № 3 — «Умом Россию не понять...» на слова Ф. И. Тютчева. М.: издание П. И. Юргенсона, 1915.
- Ночь в Хамадане: Восточная картина. Для среднего голоса с сопровождением фортепиано. his — g.2: Op. 36, № 3. Слова Л. Василевского; немецкий перевод М. Липпольда. Петроград: Бессель и К°.
- Славной Бельгии: Торжественная песня: Для голоса с сопровождением фортепиано. e. 1—e. 2: Op. 39, № 2. Слова И. Файга. Петроград — Москва: Бессель и К°. Петроград — Москва: Бессель и К°.
- В страстной четверг: Ор. 36, № 1: Для высокого голоса с сопровождением фортепиано. as. 1—as. 2. Слова Л. Василевского. Петроград — Москва: Бессель и К°.
- Снежинки: Для среднего голоса с сопровождением фортепиано. d. 1—ges. 2: Op. 36, № 4. Слова Л. Василевского; немецкий перевод М. Липпольда.Петроград — Москва: Бессель и К°.
- Мечты мои печальные: Для высокого голоса с сопровождением фортепиано. es. 1—f. 2: Op. 36, № 2. Слова Л. Василевского; немецкий перевод М. Липпольда.
- Снова я слышу: Песня для голоса с сопровождением фортепиано. cis. 1—a. 2. Петроград: Музыкальная Нива.
- Мать: Прощальная песня: Для голоса с сопровождением фортепиано. d. 1—e. 2: Op. 39, № 1. Слова И. Файга. Москва — Петроград: Бессель и К°.
- La triste Lune. The mournful Moon, pour piano. Op. 59. No. 1. Bosworth & Co, 1920.
- Four Lyric Pieces for violoncello with pianoforte accompaniment. Op. 45. Hawkes & Son, 1920.
- Trois Morceaux lyriques  pour violon et piano. 1. Canzonetta. Op. 18. No. 1. 2. Berceuse. Op. 18. No. 2. 3. Serenade. Op. 51. Keith, Prowse & Co, 1920.
- Ten Bagatelles for piano. Op. 27. Op. 38. Keith, Prowse & Co, 1920.
- Five Short Pieces pour violon et piano. Op. 37. J. Williams, 1920.
- Pictures in the Fire. Четыре лёгких миниатюры для фортепиано. W. Paxton & Co, 1921.
- Three Pieces. Op. 14. J. R. Lafleur & Son, 1921.
- Two Tone Poems. Op. 55. No. 1. Lyric poem. No. 2. Prelude. Для соло фортепиано. Keith Prowse & Co, 1921.
- Six Pieces for the pianoforte. Op. 34. No. 1. Russian dance. No. 2. Chant sans paroles. No. 3. Tarantelle. No. 4. Menuetto. No. 5. La plainte. No. 6. Dance of the marionettes. B. F. Wood Music Co, 1921.
- Маленький похоронный марш. Ор. 32, № 6. М.: Государственное музыкальное издательство, 1922.
- Страшное пробуждение: Для фортепиано. Op. 32, № 5. М.: Госмузиздат, 1922.
- Шаконна: Для фортепиано Op. 32, № 10. Москва—Петроград: Госмузиздат, 1922.
- The First Love. Лирическая поэма для фортепиано. Op. 58. Ascherberg, Hopwood & Crew: Нью-Йорк, 1922.
- The Pavilion of Dreams. Четыре песни древней Японии: i. The pavilion. ii. Oh! bring you golden vases. iii. The room of dreams. iv. The silver river. W. Paxton & Co, 1922.
- Колыбельная песенка: Для фортепиано. Op. 32, № 2. Москва—Петроград: музыкальный сектор Музиздата, 1923.
- Сказка няни: Для фортепиано. Op. 32, № 7. Москва—Петроград: Государственное музыкальное издательство, музыкальный сектор, 1923.
- Медленный вальс: Для фортепиано. Op. 32, № 11. Москва—Петроград: Государственное музыкальное издательство, музыкальный сектор, 1923.
- Канон: Дуэт нищих: Для фортепиано. Op. 32, № 9. Москва—Петроград: Государственное музыкальное издательство, музыкальный сектор, 1923.
- Снежинки: Для среднего голоса с сопровождением фортепиано; d. 1—ges. 2: Op. 36, № 4. Слова Л. Василевского; немецкий перевод М. Липпольда. Петроград—Москва: Бессель и К°.
- Мечты мои печальные: Для высокого голоса с сопровождением фортепиано. es. 1—f. 2: Op. 36, № 2. Слова Л. Василевского; немецкий перевод М. Липпольда. Петроград—Москва: Бессель и К°.
- Мать: Прощальная песня: Для высокого голоса с сопровождением фортепиано. d. 1—e. 2: Op. 39, № 1. Слова И. Файга. Петроград—Москва: Бессель и К°.
- Шаконна: Для фортепиано. Op. 32, № 10. М.: Музсектор Госиздата, 1924.
- Маленький похоронный марш: Op. 32, № 10. М.: Музсектор Госиздата, 1924.
- Канон: Дуэт нищих: Для фортепиано. Op. 32, № 9. М.: Музсектор Госиздата, 1924.
- Minuet in G. Op. 43. No. 2. Для скрипки, виолончели и фортепиано. A. P. Schmidt Co: Нью-Йорк, 1924.
- Danse orientale, Op. 66. Для скрипки и фортепиано. G. Schirmer, 1924.
- Dreams. Лирическая поэма для скрипки и фортепиано. Op. 67. G. Schirmer: Нью-Йорк, 1924.
- Колыбельная песенка: Для фортепиано. Op. 32, № 2 М.: Музсектор Госиздата, 1925.
- The Arabian Nights. Four impressions of Eastern legends. W. Paxton & Co, 1925.
- Nocturne in D, for Violoncello with Piano accompaniment. Op. 46. G. Schirmer, 1925.
- Hebrew Grand Fantasia on traditional Hebrew Melodies. Op. 54. Belwin, 1925.
- Prie. A. P. Schmidt, 1925.
- Canzona for Violin and Piano. Op. 65. G. Schirmer, 1926.
- Русская колыбельная песня. Slowly sinks the weary sun. Op. 33. E. B. Marks Music Co, 1928.
- Медленный вальс. Ор. 32, № 11. М.: Музсектор Госиздата, 1929.
- Исходила младёнка. The Lost Maiden. Для женских голосов a capella. Elkan-Vogel Co: Нью-Йорк, 1935.
- У меня ли муж водопьяница. Oh, my man is dull. Русская народная песня. Elkan-Vogel Co, 1935.
- Из страны далёкой. From the Distant Land of Volga. Песня для мужского хора a capella. H. W. Gray Co: Нью-Йорк, 1936.
- Пир князя Владимира. King Vladimir's Feast. Песня для мужского хора a capella. H. W. Gray Co, 1936.
- Осенняя печаль. Autumn Sorrow. Для мужского хора a capella. H. W. Gray Co, 1936.
- Русская застольная студенческая песня. Russian Collegiate Drinking Song. Для хора мужских голосов. Galaxy Music Corporation, 1936.
- Одинокий дуб. The Lone Oak-Tree. Для смешанных голосов a capella. H. Flammer: Нью-Йорк, 1937.
- Заплетается плетень. Twining Dance. Русская народная песня для женского хора a capella. H. W. Gray Co, 1937.
- Печальные дни. The Days of Sorrow. Русские народные песни для мужского хора. C. F. Summy Co: Нью-Йорк, 1938.
- The Fickle Maid. Le Changement. Франко-канадская народная песня для 3-х женских голосов. Axelrod-Music: Нью-Йорк, 1938.
- Cradle Song. Еврейская колыбельная для смешанного хора. H. W. Gray Co: Нью-Йорк, 1938.
- Стих о голубиной книге. The Legend of the Wondrous Book. Для мужского хора a capella. G. F. Summy Co, 1938.
- Shepherd's Song. Боснийская народная песня для хора мужских голосов. Galaxy Music Corporation, 1938.
- The Happy Vagabond. Дэр Фрэйлэхер Капцн (весёлый нищий, идиш). Для мужского хора a capella. H. W. Gray Co: Нью-Йорк, 1939.
- Солнце ярко. Oh, mighty Sun. Югославская народная песня. Galaxy Music Corporation, 1939.
- Heart's Ease. Староанглийская песня для мужских голосов a capella. C. F. Summy Co: Нью-Йорк, 1939.
- The Village Gossip. Taranenta. Румынская народная песня для хора женских голосов. Galaxy Music Corporation, 1939.
- Sweet Agnes. Голландская народная песня для мужского хора без аккомпанемента. Galaxy Music Corporation, 1940.
- Hopi Indian Lullaby. Puwuch tawis. Для высокого и среднего голосов. English text by Princess Neioma Whitecloud. Индийская народная песня. H. W. Gray Co, 1941.
- The Charming Songster. Bureano. Для мужских голосов без аккомпанемента. Болгарская народная песня. Galaxy Music Corporation, 1942.
- The Little Bird. To Poolakee. Греческая народная песня для высоких голосов в сопровождении фортепиано. M. Baron Co, 1943.
- The Bells toll. Les Cloques. Бельгийская народная песня. Для женских голосов a capella. M. Baron Co, 1943.
- Veni, sancte spiritus. Come, Holy Spirit. Грегорианские напевы XI века для хора смешанных голосов. H. W. Gray Co, 1944.